# Thronebreaker: The Witcher Tales
Thronebreaker: The Witcher Tales es un videojuego de cartas con mecánicas de exploración de mundo desarrollado por CD Projekt RED y distribuido por la misma. El juego está disponible únicamente como descarga digital y fue estrenado para PC el 23 de octubre de 2018 en la plataforma exclusiva de CD Projekt, GOG, y el 9 de noviembre del mismo año en Steam. Su estreno en las plataformas de compra digitales para las consolas PlayStation 4 y Xbox One fue el 4 de diciembre de 2018.

## Historia
Desarrollándose en el universo de The Witcher, el jugador toma el control de Meve, la reina guerrera de Lyria y Rivia, mientras toma las riendas del conflicto bélico entre Nilfgaard y los Reinos del Norte.

## Jugabilidad
El jugador puede explorar los distintos reinos controlando a Meve en tercera persona con cámara desde arriba. Los combates se llevan a cabo con cartas (similar a las partidas de Gwent: The Witcher Card Game), en las que las cartas representan a las tropas de cada líder (jugador y oponente). Cada carta tiene un nivel de poder y una habilidad específica. El jugador deberá gestionar sus recursos y unidades desde el campamento para mantenerse listo para las batallas.

## Recepción
A pesar de que Thronebreaker: The Witcher Tales no cumplió las expectativas de ventas luego de su lanzamiento, esto debido a su inicial exclusividad en GOG según CD Projekt RED, el juego ha recibido en general críticas positivas por parte de la crítica.
Al principio se planeó que Thronebreaker: The Witcher Tales fuera exclusivo de GOG, pero debido al poco nivel competitivo de GOG en comparación con otras plataformas de ventas, el juego se estrenó en Steam.